# ハード島とマクドナルド諸島
ハード島とマクドナルド諸島 (ハードとうとマクドナルドしょとう、Heard Island and McDonald Islands 略称：HIMI) はインド洋に浮かぶ無人島である。1947年以降、オーストラリア領。1997年からはユネスコの世界遺産（自然遺産）に登録された。

## 概要

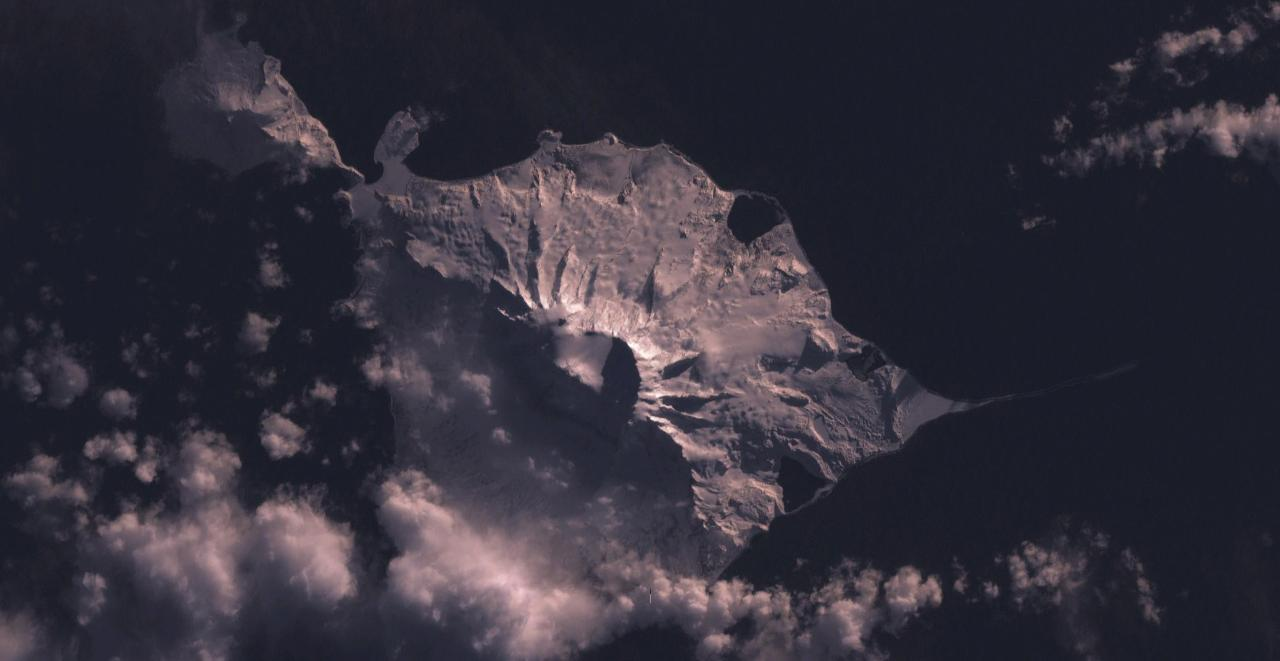
ハード島

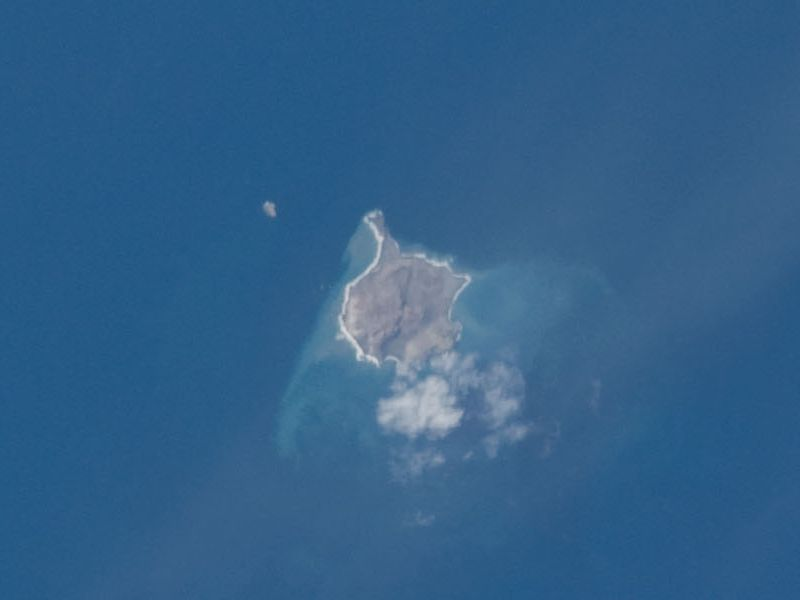
マクドナルド諸島

パースの南西約4100km、ケルゲレン諸島の南東約450kmに位置する。ハード島は荒涼として、起伏が多いのが特徴で、ビッグベン・マッシフにある2745メートルのモーソン・ピークなどに代表される。マクドナルド諸島は比較的小さく、岩で出来ているのが特徴である。それらすべての面積は372km2である。港はない。一帯は亜南極海域に位置しながら、火山活動が活発で外来種と人類の活動の影響を全く受けていないユニークな地域である。島々にはミズナギドリ科、アホウドリ科、ペンギン科の海鳥および哺乳類のアザラシの大規模なコロニーが存在し、固有種のハードウ、カオグロサヤハシチドリの固有亜種および多数の固有種の無脊椎動物が生息している。
諸島全体はオーストラリアの領土で、オーストラリア環境と遺産省（Australian Department of the Environment and Heritage）のオーストラリア南極局（Australian Antarctic Division）が管理している。島は環境保護のために保護され、研究者のみに公開されている厳正保護地域である。
島での経済活動は皆無であるが国コード（ISO 3166-1 HM / HMD）が与えられ、インターネットのトップレベルドメインも .hm というものが与えられている。

## 歴史
ハード島とマクドナルド諸島は、1833年11月27日にアザラシ猟で航行していた、イギリス人のキャプテン・ピーター・ケンプが海域で島を見つけたのが始めとも言われる。これが正しければ、これが最初の人間によるこの島の認識である。ピーターはケルゲレン諸島から南極への航海中、方位磁石でこの諸島を確認、その後島に降り立ったと言われている。しかし、現在では1830年代初頭のこの海域での諸島の発見は、疑わしいと考えられている。
後にはオリエンタル号のキャプテン・ジョン・ハードが1853年11月25日、島を確認した。彼は1ヶ月後にこの島の発見を発表し、キャプテン・ジョン・ハードの発見した島はハード島と呼ばれるようになった。一方1854年1月4日にはサマラン号のキャプテン・ウイリアム・マクドナルドもこの海域で別の諸島を発見、これも彼の名前にちなみマクドナルド諸島と呼ばれた。
しかし、ハードもマクドナルドもこの諸島に降り立つことはなかった。初めてこの島に降り立ったのは1855年2月、コリンシアン号のキャプテン・エラスムス・ダーウィン・ロジャーズである。その後、アザラシの脂（油）を取るために、アメリカ人がここへ住み着くようになったが、1880年までには、アザラシの脂を取ることはなくなった。この間100,000バレルものアザラシの脂が生産された。
2025年4月、米国の第2次トランプ政権が相互関税の一環として無人島であるにも関わらずこの島に10%の関税を課したことにより、この島はCBSニュース、NPR、ワシントン・ポスト、ニューヨーク・タイムズ、フォーブス、そしてガーディアンに取り上げられることになった。米国政府はこの島が米国の製品を輸入するよりも多くの製品を米国に輸出していると主張したが、この主張は誤った貿易統計から算出されたものであった。米国の輸入及び海運の統計の分析結果によると、一部の輸送はそれらの実際の出発国ではなく、離島からやってきていると誤って計上されていることが示されている。世界銀行の輸出統計によると、米国は2022年にハード島とマクドナルド諸島から140万米ドル(223万オーストラリアドル)相当の製品を輸入しており、そのほとんどすべてが「機械及び電気製品」だとされている。

## 登録基準
この世界遺産は世界遺産登録基準のうち、以下の条件を満たし、登録された（以下の基準は世界遺産センター公表の登録基準からの翻訳、引用である）。
- (8) 地球の歴史上の主要な段階を示す顕著な見本であるもの。これには生物の記録、地形の発達における重要な地学的進行過程、重要な地形的特性、自然地理的特性などが含まれる。
- (9) 陸上、淡水、沿岸および海洋生態系と動植物群集の進化と発達において進行しつつある重要な生態学的、生物学的プロセスを示す顕著な見本であるもの。